# 맞짱의 신
맞짱의 신은 SBS F!L에서 2020년에 방송된 격투 오디션 프로그램이다. 우승자는 상금 1000만원과 데뷔 기회를, 준우승자는 상금 500만원을 얻게 된다.

### 예선
| 이름   | 상대   | 결과(최종 팀) |
| ------ | ------ | ------------- |
| 신윤서 | 정상진 | 합격(자연)    |
| 김택용 | 홍영기 | 합격(자연)    |
| 임홍규 |        | 합격(의리)    |
| 권종인 | 오일학 | 합격(의리)    |
| 김준현 |        | 합격(의리)    |
| 서동수 |        | 합격(자연)    |
| 이상원 | 김산   | 합격(자연)    |
| 문성규 | 홍영기 | 합격(의리)    |
| 김경중 | 유재남 | 합격(자연)    |
| 장진영 | 김산   | 합격(의리)    |

### 최종 예선
- 자연 팀

| 양지용 (승) | 박진우 (패) |
| 박태순      | 김철희      |
| 김택용 (승) | 김민국      |
| 장민성 (패) | 손민국 (승) |
| 이상원 (승) | 구동현 (패) |

- 의리 팀

| 박민석 (승) | 고영환 (패)     |
| 문성규 (패) | 다브런 (승)     |
| 김경중 (패) | 최재웅 (승)     |
| 김준현 (승) | 박상현 (패)     |
| 박수형 (승) | 김해원 (패)     |
| 김동수      | 탁윤            |
| 임진욱 (패) | 최세르게이 (승) |
| 김민우      | 김영준          |
| 장진영 (승) | 박건우 (패)     |
| 맹주헌      | 김근찬          |
| 박종태      | 이상현          |
| 권종인      | 신진욱          |

### 최종 예선 2경기
| 고경진 (패) | 이주형 (승) |
| 이상원 (승) | 손근호 (패) |

### 16강
| 팀   | 이름                                                               |
| ---- | ------------------------------------------------------------------ |
| 자연 | 구자성, 박승모, 손민국, 신윤서, 양지용, 이길수, 이상원, 이주형     |
| 의리 | 김준현, 다브런, 박민석, 박수형, 임진욱, 장진영, 최세르게이, 최재웅 |

| 의리            | 자연        |
| --------------- | ----------- |
| 고영환 (패)     | 양지용 (승) |
| 다브런 (패)     | 이주형 (승) |
| 박수형 (패)     | 신윤서 (승) |
| 김준현 (승)     | 이상원 (패) |
| 최세르게이 (패) | 구자성 (승) |
| 장진영 (패)     | 박승모 (승) |
| 박민석 (승)     | 손민국 (패) |
| 임진욱 (승)     | 이길수 (패) |

### 8강
| 신윤서 (승) | 김준현 (패) |
| 박민석 (패) | 양지용 (승) |
| 이주형 (승) | 구자성 (패) |
| 임진욱 (패) | 박승모 (승) |

### 준결승
| 신윤서 (승) | 이주형 (패) |
| 박승모 (승) | 양지용 (패) |

### 결승
인도네시아 자카르타에서 진행되었다.
| 신윤서 (패) | 박승모 (승) |